# A-Z Dziennik Obywatelski
A-Z Dziennik Obywatelski – dziennik informacyjny wydawany w Rzeszowie w okresie od 4 kwietnia 1990 r.  do 30 lipca 1993 r.
Gazeta obejmowała swoim zasięgiem obecne województwo podkarpackie (ówczesne województwa: tarnobrzeskie, krośnieńskie, przemyskie i rzeszowskie). Łącznie ukazało się 836 numerów oraz oznaczone cyframi rzymskimi trzy numery sygnalne (styczeń 1990 r.). Redakcja mieściła się w Rzeszowie, a oddziały w Krośnie, Przemyślu, Stalowej Woli i Tarnobrzegu.
Był to regionalny dziennik o charakterze ogólnoinformacyjnym. Jego średni nakład  w tygodniu wynosił 20 tys., a wydania weekendowego 40 tys. egz. Miał objętości 8–16 kolumn formatu A3. Drukowany był w dwóch kolorach.
„A-Z” był pierwszym w historii Rzeszowa niezależnym dziennikiem, przełamującym monopol prasy PZPR, powstałym w wyniku zmian ustrojowych w Polsce w roku 1989. Założyła go grupa osób związana z Komitetem Obywatelskim „Solidarność” w Rzeszowie: Tomasz Paulukiewicz (inicjator powstania dziennika), Marek Wójcik, Jarosław A. Szczepański, Kazimierz Ferenc i Andrzej Paulukiewicz.
Pierwszy zespół redakcyjny stworzyli dziennikarze czasopisma Dwukropek oraz prasy wydawanej przez NSZZ „Solidarność”, przed i po stanie wojennym.           
Redaktorami naczelnymi gazety byli: Jarosław A. Szczepański (1 stycznia 1990 r. – 24 kwietnia 1991 r.) i Andrzej Potocki (25 kwietnia 1991 r. – 30 lipca 1993 r.). 
Przez cały okres istnienia „A-Z” dyrektorem jego wydawnictwa był Tomasz Paulukiewicz.